# 山东大学站
山东大学站位于中华人民共和国山东省青岛市即墨区泰安街，是青岛地铁11号线的地铁车站。2018年4月23日开通。